# Generaldirektion Kommunikationsnetze, Inhalte und Technologien
Die Generaldirektion Kommunikationsnetze, Inhalte und Technologien (kurz GD Connect, englisch Directorate-General Communications Networks, Content and Technology, französisch direction générale des réseaux de communication, du contenu et des technologies) ist eine Generaldirektion der Europäischen Kommission, welche organisatorisch zu den Generaldirektionen für Politikfelder (Policies) gehört.
Bis 1999 war sie als Generaldirektion XIII bekannt, anschließend trug sie bis 2012 den Namen Generaldirektion Informationsgesellschaft und Medien (GD INFSO).
Die GD Connect war 2012–2019 dem Kommissar für Digitale Wirtschaft und Gesellschaft und 2019–2024 dem Kommissar für Binnenmarkt und Dienstleistungen zugeordnet.
Leiter der Generaldirektion war nach der Neugründung 2012 der Brite Robert Madelin. Sein Stellvertreter Roberto Viola löste ihn 2015 als Generaldirektor ab.
Die Generaldirektion arbeitet für das EU-Projekt Digitaler Binnenmarkt.

## Direktionen
Die Generaldirektion besteht aus acht Direktionen, die je nach Größe in vier bis sechs Referate untergliedert sind.
- Direktion A – Bauelemente und Systeme
- Direktion B – Elektronische Kommunikationsnetze und -dienste
- Direktion C – Wissenschaftliche Exzellenz
- Direktion D – Kooperation
- Direktion E – Netzzukunft
- Direktion F – Digitalwirtschaft und Koordinierung
- Direktion G – Medien und Daten
- Direktion H – Digitale Gesellschaft, Vertrauen und Sicherheit